# زایگی
زایگی (به لاتین: Zygi) یک روستا در قبرس است که در ناحیه لارناکا واقع شده‌است.

## خصوصیات
زایگی  ۵۸۹ نفر جمعیت دارد.